# Sandra H. Magnus
Sandra Hall Magnus, född 30 oktober 1964 i Belleville, Illinois, är en amerikansk astronaut uttagen i astronautgrupp 16 den 5 december 1996.

## Rymdfärder
- Atlantis - STS-112 den 7 - 18 oktober 2002.
- Expedition 17 och Expedition 18 på ISS (Ett uppdrag) den 14 november 2008 - 28 mars 2009.
- Atlantis - STS-135 - Den sista planerade rymdfärjeflygningen.